# Itolia atripes
Itolia atripes là một loài ruồi trong họ Asilidae. Itolia atripes được Wilcox miêu tả năm 1949. Loài này phân bố ở vùng Tân Bắc giới.